# Limnichus cuneatus
Limnichus cuneatus is een keversoort uit de familie dwergpilkevers (Limnichidae). De wetenschappelijke naam van de soort werd in 1923 gepubliceerd door George Charles Champion.